# Bouchard VII de Vendôme
Pour les articles homonymes, voir Bouchard de Vendôme.
Bouchard VII de Vendôme (1345-1371 à lavardin), comte de Vendôme et de Castres (1364-1371) de la Maison de Montoire, fils de Jean VI et de Jeanne de Ponthieu.
Il combat les Anglais dans le sud de la France sous les ordres de Louis Ier, duc d'Anjou. Il fait également reconstruire les fortifications de Vendôme.
Il épousa en 1368 Isabelle de Bourbon, fille de Jacques Ier, comte de La Marche et eut une seule fille, Jeanne.
Il mourut dans son château de Lavardin à l’âge de vingt-six ans, et fut enterré dans la collégiale Saint-Georges de Vendôme.